# Gloria Álvarez
Gloria Álvarez Cross (Cidade da Guatemala, 9 de março de 1985) é uma cientista política guatemalteca conhecida por ser uma defensora do libertarianismo e uma das principais críticas do populismo na América Latina.

## Biografia
Gloria Álvarez nasceu na Cidade da Guatemala, e é filha de pai cubano. Seus avós saíram de Cuba em 1957, pois sua avó trabalhava para a Nestlé e foi transferida para a Venezuela. Depois de alguns anos, a sua avó retorna a Cuba para verificar como estava a situação do país, e é aconselhada por sua irmã a não voltar ao país com sua família, se ela for contra o regime deFidel Castro. Assim, seus avós se mudaram da Venezuela para a Guatemala, em 1960. Sua mãe é descendente de húngaros e, fugindo do regime da União Soviética, ela se muda para os Estados Unidos, onde acaba conhecendo a futura avó paterna de Prada, e vai com ela à Guatemala.

## Primeiros passos
Glória estudou relações internacionais e ciência política na Universidad Francisco Marroquín. Fez mestrado em desenvolvimento internacional na Universidade de Roma. Ganhou notoriedade internacional graças ao seu discurso, difundido na internet, onde ela faz críticas e denuncia o populismo presente nos governos latino-americanos.